# Епархия святого Шарбеля в Буэнос-Айресе
 Епархия святого Шарбеля в Буэнос-Айресе (лат. Eparchia Sancti Sarbelii Bonaërensis Maronitarum) — епархия Маронитской католической церкви с кафедрой в Буэнос-Айресе, столице Аргентины. Кафедральный собор — церковь Святого Марона в Буэнос-Айресе.

## История
Епархия образована 5 октября 1990 года Папой Римским Иоанном Павлом II. Юрисдикция епархии распространяется на верующих Маронитской католической церкви, проживающих на территории Аргентины.

## Ординарии епархии
- епископ Charbel Georges Merhi, C.M.L.[1] (5 октября 1990 года — по настоящее время).

## Источник
- Annuario Pontificio, Libreria Editrice Vaticana, Città del Vaticano, 2003, ISBN 88-209-7422-3